# 馮治本 (醫生)

## 專業
- 香港大學 - 醫學學士及外科學士（MBBS）
- 加拿大不列顛哥倫比亞大學 - 生物化學
- 卡迪夫大學 - 實用皮膚病學文憑
- 香港家庭醫生學院 - 家庭醫學文憑（HKCFP）

## 履歷
- 1997年7月至2003年8月- 伊利沙伯醫院內科醫生
- 2016年- 創立社會企業老友所醫 (DoctorNow NEEDS) ----為香港長者而設的醫生上門及視像診症預約平台

## 外部連結
- 老友所醫 （页面存档备份，存于）